# Klein Ziethen
Klein Ziethen ist ein Ortsteil der Gemeinde Ziethen des Amtes Joachimsthal (Schorfheide) im Landkreis Barnim in Brandenburg.

## Geographie
Der Ort liegt zwei Kilometer östlich von Groß-Ziethen und acht Kilometer südwestlich von Angermünde. Die Nachbarorte sind Schmargendorf und Herzsprung im Nordosten, Rosinthal im Osten, Serwest im Süden, Buchholz im Südwesten, Groß Ziethen im Westen sowie Töpferberge und Luisenfelde im Nordwesten.

## Geschichte

### 14. bis 16. Jahrhundert

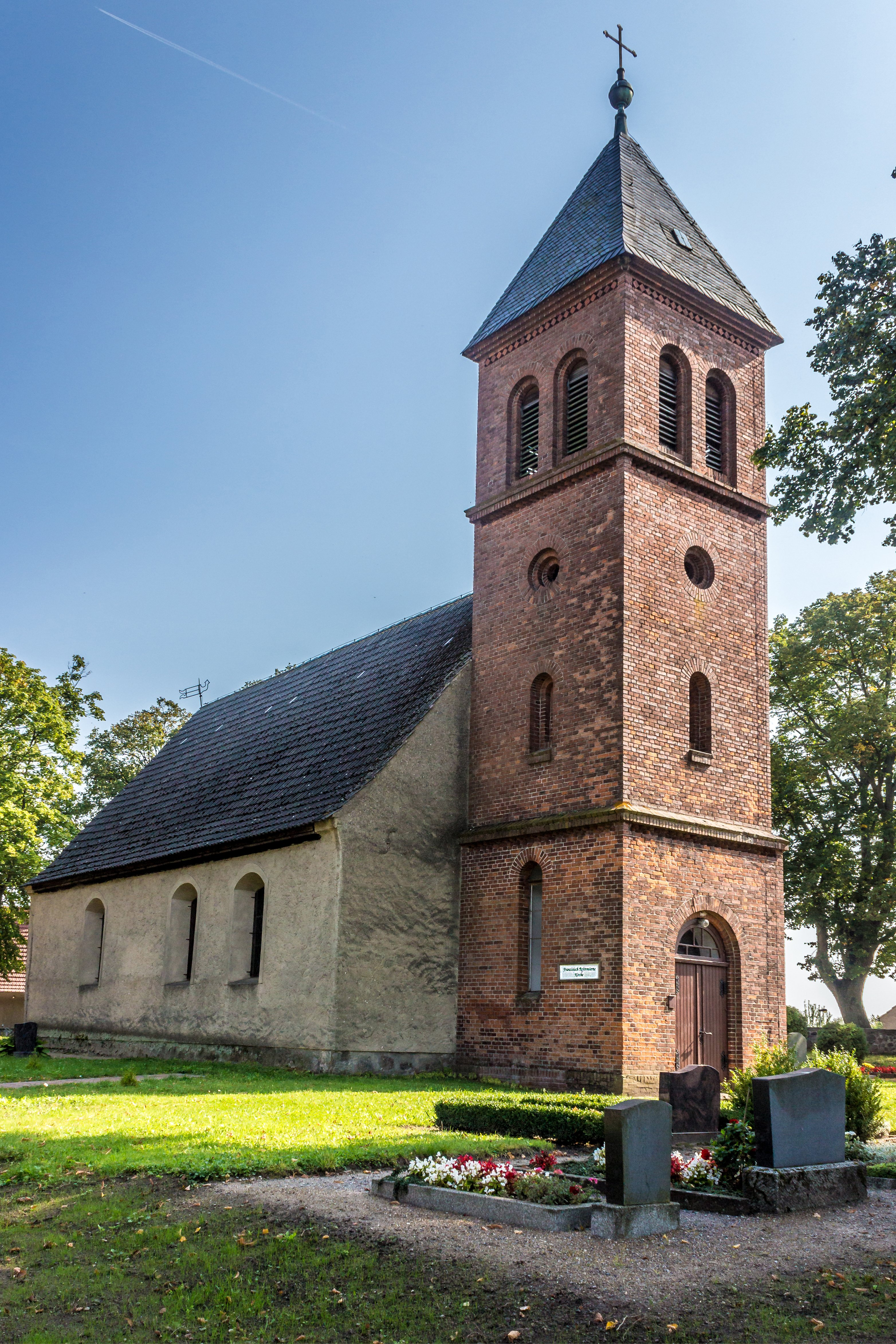
Dorfkirche Klein Ziethen

Das Dorf wurde im Jahr 1329 erstmals als paruam Cyten urkundlich erwähnt und gehörte vor 1329 den von Krummensee. Im genannten Jahr kam das Dorf an die von Arnsdorff, die ebenfalls die Gerichtsbarkeit und den Wagendienst erwarben (1329, 1375). Im Landbuch Karls IV. erschien das Dorf im Jahr 1375 als Cyten, Czyten, Citen mit einer Größe von 22 Hufen, darunter zwei Pfarrhufen sowie zwölf Kossäten und einem Krug. Eine Dorfkirche gab es schon im 13. Jahrhundert. Die Hebungen aus der Großen Werbellinschen Heide erhielt vor 1447 der Kurfürst. Dieser Anteil ging im genannten Jahr an die von Ahlimb aus Ringenwalde. Die von Arnsdorff verkauften 1466 das Dorf mit Ausnahme von sechs Hufen und drei oder vier Höfen an das Kloster Chorin, die auch die Ober- und Untergerichtsbarkeit sowie das Kirchenpatronat innehielten. Im Jahr 1485 mussten sich die Bewohner aus Klein Ziethen, darunter auch der Schulze Johannes Goreß, vor dem Ketzergericht in Angermünde verteidigen. Ihnen wurde vorgeworfen, Anhänger der Waldenser zu sein.
Unter der Herrschaft des Klosters wuchs Klein Ziethen auf eine beachtliche Größe von 60 Hufen an. Nach der Reformation übernahm im Jahr 1542 das Kammergut bzw. Amt Chorin das Dorf. Kurz darauf fiel die Pfarrstelle wüst (1543). Im Jahr 1573 waren die zwei Pfarrhufen verpachtet; ein wüster Hof wurde von einem zur Pfarre gehörigen Kossäten bestellt. Die Einnahmen betrugen 38 Scheffel Meßkorn. Der Kirche standen zu dieser Zeit 15 Morgen (Mg) Land in drei Feldern und etwas Wiese zu. Es gab außerdem einen Schulzen, zwei Vierhufner, drei Dreihufner und zwölf Kossäten mit Haus, Hof und einem Ackerhöfchen. Zwei von ihnen bewirtschaften noch einen wüsten Hof, einige besaßen außerdem noch 1 1⁄2 bis 6 Mg Land in zwei Feldern. Mittlerweile war auch ein Vorwerk entstanden. Es umfasste eine Fläche von 151 Mg 3 Viertel 7 Quadratruten (QR) Land sowie 1⁄2 Mg Land des Schäfers. Darauf wurden drei bis vier Scheffel Weizen-, je 3 1⁄2 Wispel Roggen- und Gerstensaat, 3 Wispel Hafer, drei bis vier Scheffel Erbsen- und ein Scheffel Leinsamensaat ausgebracht. Auf den umliegenden Flächen, die Lindt Werder und eine Große Heide am Berckenortt bezeichnet wurde, konnten insgesamt 24 Fuder Heu eingebracht werden, die unter anderem für die 50 Rinder des Vorwerks als Nahrung dienten. Die Hebungen aus der Großen Werbellinschen Heide fielen an das Amt Liebenwalde und wurden später vom Amt Grimmnitz übernommen (1749). Im Dorf lebten im Jahr 1578 auf nur noch 23 Hufen mittlerweile sieben Bauern, 14 Kossäten, ein Hirte sowie ein kurfürstlicher Pachtschäfer.

### 17. Jahrhundert
Im Jahr 1624 lebten im Dorf acht Bauern und 14 Kossäten, die 23 schossbare Hufen bewirtschafteten. Klein Ziethen wurde im Dreißigjährigen Krieg vollständig zerstört; 1638 lebten lediglich noch ein Bauer und ein Kossäte, die jedoch 1650 nicht mehr erschienen – das Dorf war vollständig wüst gefallen. Zwölf Jahre später erschienen gerade einmal zwei Untertanen. Das Amt entschied daher, 1686 Kolonisten aus der Grafschaft Hennegau anzusiedeln. Daraufhin konnten 1687/1688 fünf Bauernstellen besetzt werden; zwei Kossätenhöfe waren noch wüst. Es gelang bis 1696 insgesamt 12 Bauern anzuwerben. Zwei Höfe entstanden neu, ein Hof war wüst gefallen, nachdem der Besitzer verstorben war.

### 18. Jahrhundert
Im Dorf standen im Jahr 1711 insgesamt 17 Giebel (=Wohnhäuser); es gab einen Wohnschmied, zwei Paar Hausleute sowie einen Hirten mit Vieh. Die Einwohner zahlten für 23 Hufen je 9 Groschen (gr) 7 Pfennig (d) an Abgaben. Kurz darauf wurde das Amtsvorwerk an die Untertanen aus Klein Ziethen vererbpachtet. Das Dorf war fest in der Hand französischer Familien. Im Gut Altkünkendorf gab es zwei Bauern- und drei Kossätenhöfe, die zusammen an einen Deutschen verpachtet wurden. Ihm standen guter, aber wenig Acker, etwas Wiese sowie die Hütung in der Liebenwalder Heide. Allerdings durfte er kein eigenes Holz schlagen. Im Dorf lebten außerdem 16 Kossäten, darunter der Schulze und der Krüger. Im Vorwerk lebten ein Schmied, ein Kuh-, Schweine- und Schafhirt, ein Ochsenhirt, ein Pferdehirt sowie acht Einlieger. Bis 1775 war Klein Ziethen auf zwei Bauernhöfe, 16 Kossätenhöfe, 17 Büdner, Einlieger und andere Einwohner angewachsen, die 35 Feuerstellen (=Haushalte) betrieben. Eine weitere Statistik aus dem Jahr 1790 führt zwei Bauern, 14 Halbbauern, zwei Büdner, zwölf Einlieger, einen Krüger, eine Schmiede sowie 31 Feuerstellen auf. Im Vorwerk lebten zwei Büdner und zwei Einlieger, die vier Feuerstellen betrieben.

### 19. Jahrhundert
Zur Jahrhundertwende lebten im Dorf zwei Ganzbauern, 16 Halbbauern, fünf Büdner, zehn Einlieger und ein Radmacher. Es gab eine Schmiede sowie 46 Feuerstellen (1801). Zwischen 1808 und 1818 entstand eine Bockwindmühle. Zum Amtsbesitz zählten im Jahr 1836 insgesamt 16 Kossäten, darunter ein Setzschulze. Von 1839 bis 1872 war das Amt Neustadt Eberswalde im Besitz des Dorfes. In Klein Ziethen war 1840 auf 48 Wohnhäuser angewachsen. In dieser Zeit erwarb der Gutsbesitzer Otto die drei zum Rittergut Altkünkendorf gehörenden Bauernhöfe, legte sie zusammen und errichtete hierauf 1845 das Etablissement Luisenfelde. Das Dorf war im Jahr 1860 insgesamt 2312 Mg groß: 12 Mg Gehöfte, 53 Mg Gartenland, 1680 Mg Wacker, 560 Mg Wiese und 7 Mg Torf (ohne Luisenfelde). Es gab den Abbau Töpferberge, vier öffentliche, 44 Wohn- und 56 Wirtschaftsgebäude, darunter eine Getreidemühle (ohne Luisenfelde). Ausweislich einer Statistik aus dem Jahr 1882 gab es einen großen Besitz mit 957 Mg, 13 Bauerngüter zwischen 100 und 300 Mg (zusammen 2223 Mg), einen Kossätenhof mit 42 Mg sowie drei Büdnerhöfe mit einer Größe zwischen 5 und 30 Mg (zusammen 59 Mg). Insgesamt 15 Besitzungen waren unter 5 Mg und kamen zusammen auf eine Fläche von 6 Mg. Im Jahr 1897 lebten im Dorf 13 Bauern, drei Büdner, ein Landwirt, ein Gastwirt, ein Mühlenbesitzer, ein Bauunternehmer, ein Lehrer, ein Rentner und zwei Altsitzer.

### 20. Jahrhundert

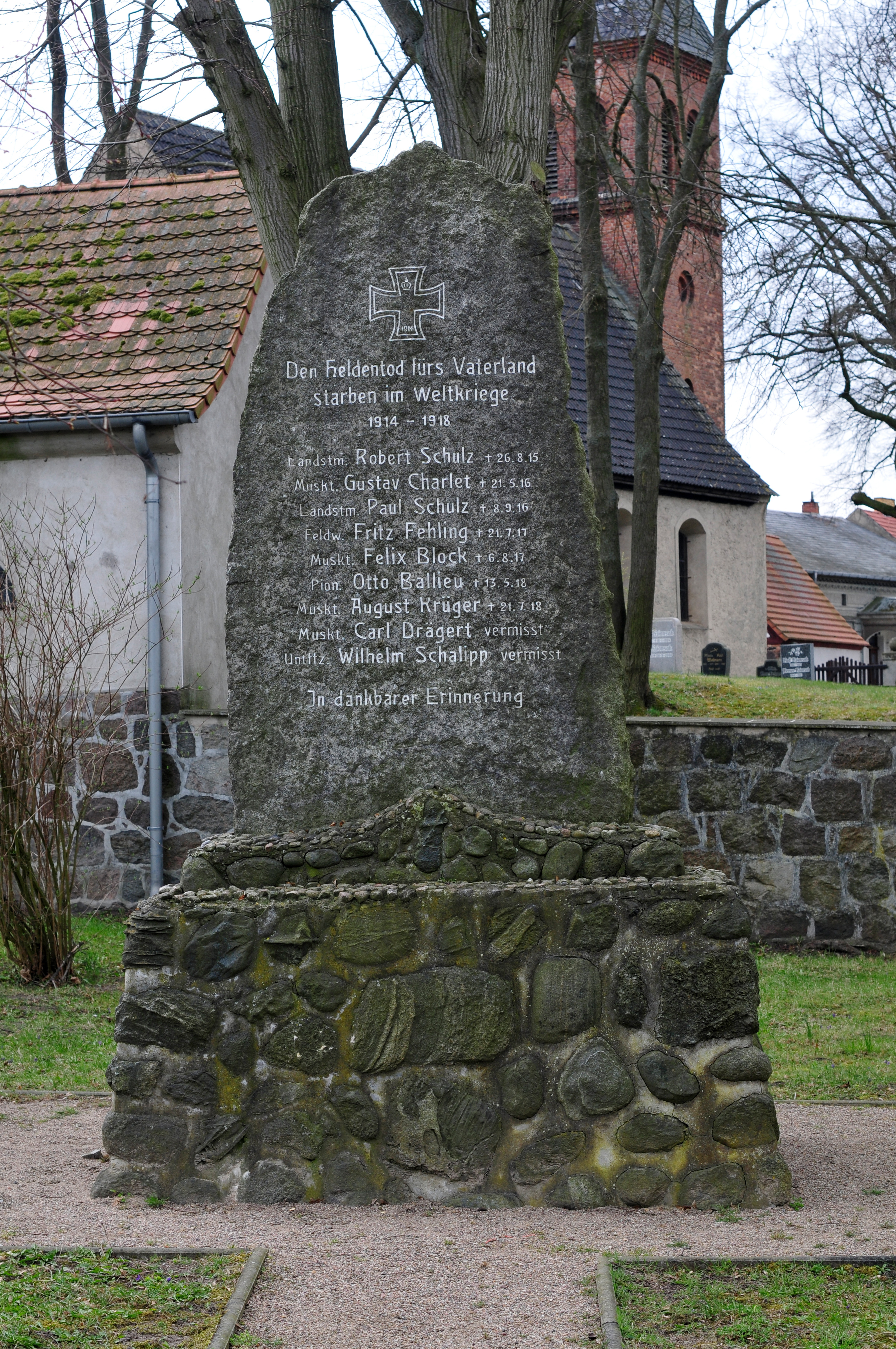
Gefallenendenkmal

Zur Jahrhundertwende war Klein Ziethen 868 Hektar ha groß und bestand aus 49 Häusern; 1931 waren es 54 Wohnhäuser. Im Jahr 1929 wurden Teile des Gutsbezirks Grumsin Forst in die Gemeinde eingegliedert. Klein Ziethen wurde 1931 Landgemeinde mit einer Fläche von 854 ha und den Wohnplätzen Forsthaus Albrechtshöhe, Waldarbeitergehöft Albrechtshöhe, Luisenfelde und Töpferberge. Eine Statistik von 1939 führte drei land- und forstwirtschaftliche Betriebe mit einer Größe von mehr als 100 ha auf. Acht Betriebe waren zwischen 20 und 100 ha, drei zwischen 10 und 20 ha, einer zwischen 5 und 10 ha sowie 7 mit 0,5 bis 5 ha.
Nach dem Zweiten Weltkrieg wurden vier Güter enteignet: Töpferberge mit 172 ha, Luisenfelde mit 228 ha sowie zwei weitere mit 121 und 254 ha. Im Jahr 1950 bestand Klein Ziethen mit den Wohnplätzen Luisenfelde und Töpferberge. Im Zuge der Bodenreform entstanden im Jahr 1951 insgesamt 29 Betriebe mit einer Größe zwischen 1 und 5 ha (zusammen 87 ha), 45 mit 10 bis 15 ha (zusammen 527 ha), während 58 ha im Bodenfonds verblieben. Kurz darauf gründete sich 1954 eine LPG Typ III mit 14 Mitgliedern und 401 ha Fläche, die bis 1960 auf 111 Mitglieder und 655 ha Fläche anwuchs. Außerdem gab es mittlerweile eine LPG Typ I mit 14 Mitgliedern und 100 ha Fläche, die im Folgejahr mit der LPT Typ III vereinigt wurde. Im Jahr 1971 bestand Klein Ziethen mit dem Ortsteil Luisenfelde. Die LPG schloss sich im Jahr 1975 mit den LPGen Groß Ziethen und Senftenhütte zur LPG Klein Ziethen zusammen.

## Bevölkerungsentwicklung
| Jahr      | 1774 | 1790                         | 1801 | 1817 | 1840 | 1858                   | 1895 | 1925 | 1939 | 1946 | 1964 | 1971 | 1981 |
| Einwohner | 193  | 217 (Amt) und 40 (Rittergut) | 241  | 244  | 302  | 370 (ohne Luisenfelde) | 398  | 394  | 362  | 517  | 363  | 324  | 239  |

## Kultur und Sehenswürdigkeiten

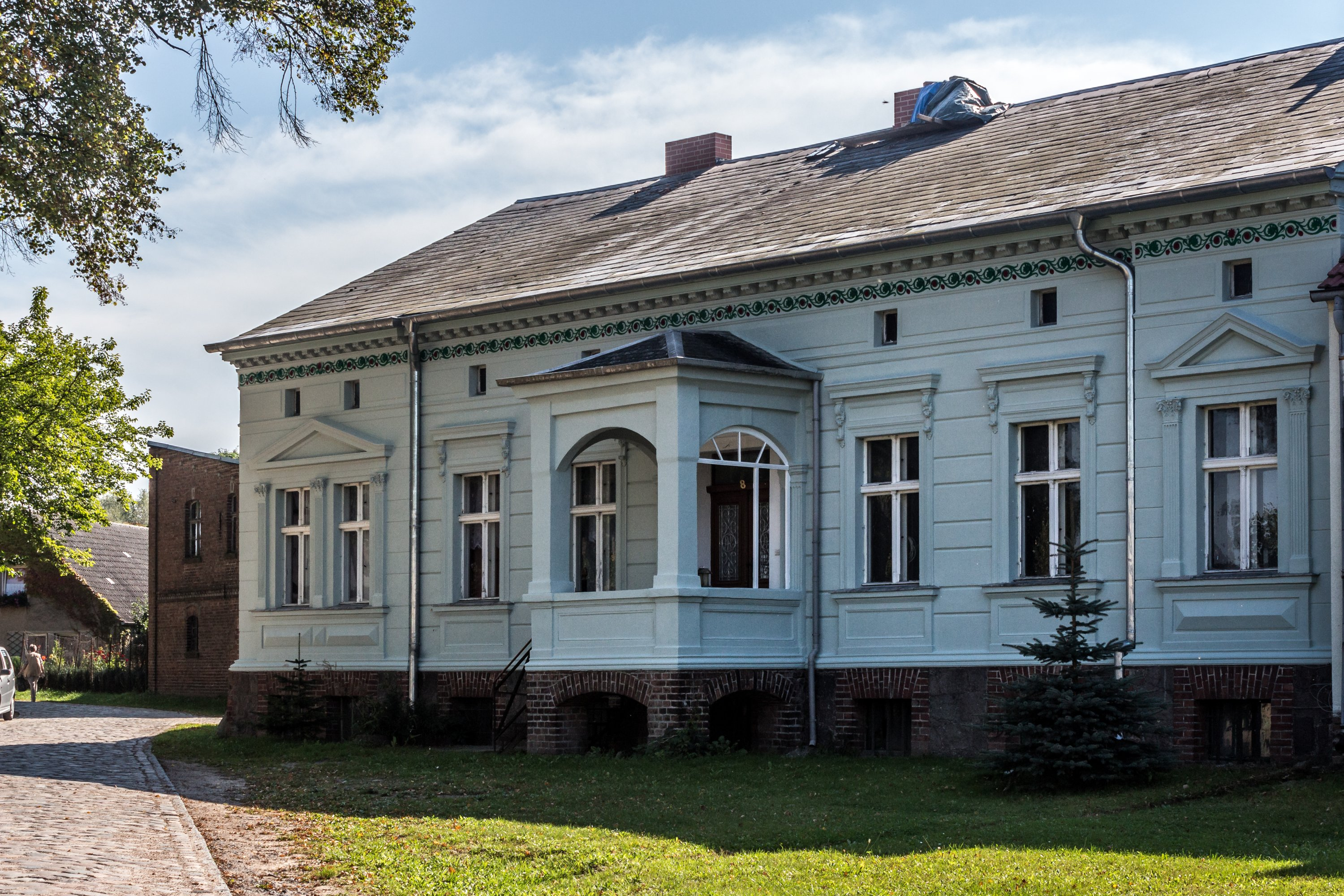
Wohnhaus in der Dorfstraße 8

- Die Dorfkirche Klein Ziethen ist eine verputzte Saalkirche, die im 13. Jahrhundert aus Baumaterial entstand und 1880 um einen quadratischen Westturm aus Backstein ergänzt wurde. Im Innenraum steht unter anderem eine polygonale Kanzel aus der ersten Hälfte des 17. Jahrhunderts.
- Das Wohnhaus in der Dorfstraße 8 sowie das Spritzenhaus stehen unter Denkmalschutz.